# Luís Augusto Fraga Navarro de Brito
Luíz Augusto Fraga Navarro de Britto (São Félix, 1935 — Paris, 1986) foi um político brasileiro.
Foi ministro-chefe do Gabinete Civil da Presidência da República no governo Humberto de Alencar Castelo Branco, de 6 de maio de 1966 a 15 de março de 1967.